# Brachythecium nitidissimum
Brachythecium nitidissimum är en bladmossart som beskrevs av Hugh Neville Dixon och Potier de la Varde 1927. Brachythecium nitidissimum ingår i släktet gräsmossor, och familjen Brachytheciaceae. Inga underarter finns listade i Catalogue of Life.